# Il burbero di buon cuore
Il Burbero di buon cuore és una òpera en dos actes composta per Vicent Martín i Soler sobre un llibret italià de Lorenzo Da Ponte, basat en l'obra escrita en francès Le bouru bienfaissant l'any 1771 de Carlo Goldoni. S'estrenà al Burgtheater de Viena el 4 de gener de 1786.
Il Burbero di buon cuore va ser la primera Opera buffa d'una sèrie de tres del compositor valencià a Viena, fetes totes amb Da Ponte. Les altres dues van ser Una cosa rara ossia bellezza ed onestà durant el mateix any de 1786 i L'arbore di Diana d'un any més tard (1787).
L'òpera és coetània de Le nozze di Figaro de Mozart i ambdues van ser represes a Viena tres anys després, per a les quals el mateix Mozart compongué noves àries (dues en el cas d'Il burbero di buon cuore que han quedat definitivament incorporades a la partitura).
L'obra és una característica comèdia de caràcter amb elements patètics i sentimentals, molt del gust del nou drama burgès. Va comptar amb la presència de tres famosos cantants de la Viena del moment, com eren la soprano Nancy Storace al paper d'Angèlica, la també soprano Maria Piccinelli-Mandini al paper de Madama Lucilla, la contralt Maria Mandini al paper de Marina i el baix Francesco Benucci al paper de Ferramondo.

## Papers
| Paper             | Tipus de veu |
| ----------------- | ------------ |
| Angelica          | soprano      |
| Castagna          | baríton      |
| Cavalier Giocondo | tenor        |
| Madama Lucilla    | soprano      |
| Marina            | contralt     |
| Dorval            | baix         |
| Ferramondo        | baix         |
| Valerio           | tenor        |